# خروشنگتسا (استان لهستان بزرگ‌تر)
خروشنگتسا (به لهستانی:  Chrośnica) یک روستا در لهستان است که در گمینا زبانشنگ واقع شده‌است. خروشنگتسا ۵۴۴ نفر جمعیت دارد.